# Изори (Ленинградская область)
Изо́ри — деревня в Сабском сельском поселении Волосовского района Ленинградской области.

## История
Согласно данным переписи населения СССР 1926 года в посёлке Изора Сабского сельсовета Редкинской волости Кингисеппского уезда проживали 58 человек, все русские.
Согласно данным карты Ленинградской области 1932 года деревня называлась Изорья и насчитывала 9 дворов.

Деревня Изори на карте 1940 года

Согласно топографической карте РККА 1940 года деревня насчитывала 11 дворов.
По данным 1966, 1973 и 1990 годов деревня Изори входила в состав Сабского сельсовета Волосовского района.
В 1997 году в деревне Изори проживали 3 человека, деревня относилась к Сабской волости, в 2002 году — 17 человек (все русские), в 2007 году — 5, в 2010 году — 7 человек.

## География
Деревня расположена в юго-западной части района к востоку от автодороги 41А-186 (Толмачёво — автодорога «Нарва»).
Расстояние до административного центра поселения — 6 км.
Расстояние до ближайшей железнодорожной станции Молосковицы — 45 км.
Деревня находится на правом берегу реки Луга.

## Демография
| 1997 | 2002 | 2007 | 2010 | 2014 | 2017 |
| ---- | ---- | ---- | ---- | ---- | ---- |
| 3    | ↗17  | ↘5   | ↗7   | ↘5   | →5   |

### Национальный состав
Согласно данным Всероссийской переписи населения 2021 года в деревне проживали 6 человек, все русские.